# Oxytropis lipskyi
Oxytropis lipskyi är en ärtväxtart som beskrevs av Nikolai Fedorovich Gontscharow. Oxytropis lipskyi ingår i släktet klovedlar, och familjen ärtväxter. Inga underarter finns listade i Catalogue of Life.